# タッカーとデイル 史上最悪にツイてないヤツら
『タッカーとデイル 史上最悪にツイてないヤツら』（タッカーとデイル しじょうさいあくにツイてないヤツら、Tucker and Dale vs Evil）は2010年のカナダ・アメリカ合衆国のホラーコメディ映画。監督はイーライ・クレイグ、出演はタイラー・ラビンとアラン・テュディックなど。2010年1月22日にサンダンス映画祭で初上映。
日本では2011年10月10日にSKIPシティ国際Dシネマ映画祭で上映された後、2012年2月11日に一般公開された。R15+指定。

## ストーリー
数日前に連続殺人事件があったと目される廃墟にレポーターとカメラマンが乗り込んでいくも、闇の中から現れた怪しげな男に襲われる映像から物語は始まる。
気のいい中年男2人組のタッカーとデイルは幼なじみの親友同士。こつこつ貯めた金でようやく別荘（古びた山小屋）を手に入れた彼らは休暇を過ごしにやって来る。ところが見た目が強面なため、近くにキャンプをしに来た大学生グループから、「殺人鬼」だと勘違いされてしまう。実は山荘の立地は、20年前にスプラッター映画のような惨殺事件が起きたいわくつきの場所だった。
一日目の夜、湖でタッカーたちが夜釣りを楽しんでいる傍らで、大学生たちが泳いでいた。ところが、女子大生・アリソンがデイルが思わず発した言葉に驚いて、湖に落ちてしまう。デイル達はすぐさま彼女を救い出し、介抱のために別荘へ連れ帰る。その様子を遠くから見ていた仲間たちは、アリソンが殺人鬼にさらわれたと思い込んでしまった。
翌朝、山荘で意識を取り戻したアリソンは、デイルが心優しい親切な男だと知り、自然に打ち解ける。一方、大学生グループはアリソンを「殺人鬼」達から救い出そうとする。しかし不幸な偶然が重なり、枯れ木に串刺しになったり、木材粉砕機に巻き込まれたりするなど惨たらしい形で大学生達は次々と事故死してしまう。その様子を目の当たりにしたタッカーたちは「自分たちが殺したと疑われてしまう」と慌てる。大学生の一人が呼んだ保安官も現場に現れるが、その保安官までもが事故死し、呼んだ大学生も拳銃を自分に誤射して死んでしまう。
パニックに陥った大学生グループはタッカーたちを完全に殺人鬼と思い込んでしまい、全面的に戦いを挑む。リーダー格・チャドはデイルの愛犬を「犬質」に取り、タッカーを捕らえた挙句、指を切断してデイルに送りつけるなど、言動が徐々に常軌を逸して行く。
一方、タッカーの本心を知るアリソンは、何とか仲間たちの誤解を解こうと話し合いの場を設ける。しかし彼らは、アリソンがストックホルム症候群に陥ったものとみなして聞く耳をもたない。その場でチャドは、自身の過去を語り始める。チャドの母親は20年前の惨殺事件の唯一の生き残りで、同じ場所にいた父親は惨殺されていたのだった。チャドは胸中に溜めていた殺人鬼に対する憎悪を露にする。しかし、ここでも不幸な偶然が重なって、大学生らが次々と事故死。揚句、山小屋は爆発・炎上してしまう。辛うじて逃げ出したタッカーとデイル、そしてアリソンだったが、半身にやけどを追いつつもチャドが襲いかかり、アリソンをさらって行く。
タッカーに励まされたデイルはチェーンソーを振りかざし、本物の殺人鬼さながらの姿でアリソン救出に向かう。一方、完全に正気を失ったチャドは閉鎖された製材工場にアリソンを連れ込んでいた。チャドはデイルに心を許したアリソンに報いを受けさせるために、彼女をランニングソーに縛り付け材木ごと切断しようとする。そこにデイルが現れ、手斧で応戦するチャドと格闘の末、ロープを切断してアリソンを救い出し屋根裏にのがれる。そこで発見した古い新聞に目を留めたアリソンは、驚愕の事実を知る。20年前の惨殺事件の犯人として載せられていた男の顔が、チャドに瓜二つだった。チャドは、母親が殺人鬼に凌辱されて身ごもった子供だったのだ。アリソンから事実を知らされたチャドは半狂乱になりつつも、デイルに襲いかかる。デイルはアレルギー体質のチャドが苦手とする、カモミール・ティーの茶葉を投げかける。チャドは呼吸不全を引き起こして窓から転落し、杭に串刺しとなる。しかし、その後チャドは姿を消し”行方不明”となる。
事件は、精神的に不安定な大学生らによる異常な「集団自殺」と「殺人」として処理される。現場では冒頭の映像に登場したレポーターとカメラマンが、この事件について熱心に報道を行っている。タッカーは入院し、切断された指（本人のものではない可能性が高い）の再接着手術に成功する一方、デイルはアリソンをデートに誘い、想いを伝える。アリソンもそれを受け入れるのだった。

## キャスト
- デイル: タイラー・ラビン - 劣等感の塊のおデブ。気は優しくて力持ち。
- タッカー: アラン・テュディック - デイルの親友。デイルをいつも励ます。
- アリソン: カトリーナ・ボウデン - 真面目な女子大生。
- チャド: ジェシー・モス - リーダー格。アリソンに言い寄る。
- 保安官: フィリップ・グレンジャー
- ジェイソン: ブランドン・マクラレン
- ナオミ: クリスティ・ラング（英語版）
- クロエ: シャーラン・シモンズ

## 作品の評価

### 映画批評家によるレビュー
Rotten Tomatoesによると、批評家の一致した見解は「最高のホラー/コメディらしく、『タッカーとデイル 史上最悪にツイてないヤツら』は、その中心となるクレイジーなジョークから、いくつもの途方もない恐怖と笑い、そして驚くべきことにハートを引き出している。」であり、113件の評論のうち高評価は85%にあたる96件で、平均して10点満点中6.89点を得ている。
Metacriticによると、23件の評論のうち、高評価は18件、賛否混在は2件、低評価は3件で、平均して100点満点中65点を得ている。

### 受賞歴
映画公式サイト（日本版）より。
- SXSW映画祭2010（米テキサス州オースティン）ミッドナイト部門観客賞
- 2010年ファンタジア国際映画祭（カナダ・モントリオール）審査委員賞
- 2010年FANTASPOA 2010（ブラジル）監督賞
- 2010年シッチェス・カタロニア国際映画祭（スペイン）パノラマ部門作品賞
- 2011年SKIPシティ国際Dシネマ映画祭（日本）観客人気投票1位